# Constantin Dăscălescu
Constantin Dăscălescu (ur. 2 lipca 1923 w Breazie, zm. 15 maja 2003 w Bukareszcie) – rumuński polityk komunistyczny, premier Socjalistycznej Republiki Rumunii w latach 1982–1989.
Skończył szkołę partyjną w Ploeszti i Akademię Ekonomiczną w Bukareszcie, a w 1962 Wyższą Szkołę Partyjną KC KPZR w Moskwie. Został dyrektorem szkoły partyjnej w Ploeszti, 1952–1956 był zastępcą członka Komitetu Centralnego Komunistycznej Partii Rumunii, potem do 1959 był sekretarzem organizacyjnym w komitecie rejonowym KPR w Ploeszti, a 1962-1965 w rejonie Gałaczu (Galați), gdzie od 1965 do 1974 był I sekretarzem komitetu partyjnego. Od 1965, dzięki dobrym stosunkom z Nicolae Ceaușescu, był również członkiem KC KPR. 1974–1976 szef Wydziału Organizacyjnego KPR, od VI 1976 do V 1978 sekretarz KC KPR. Od III 1978 członek Egzekutywy Komitetu Politycznego, od XI 1979 członek Biura Politycznego KPR. 1976–1978 prezes rolniczych spółdzielni produkcyjnych (kołchozów), 1978–1982 przewodniczący Rady Organizacji Ekonomiczno-Społecznych, 1982–1989 przewodniczący Rady Najwyższej na rzecz Rozwoju Ekonomicznego i Społecznego. Od 21 V 1982 do 22 XII 1989 był premierem Socjalistycznej Republiki Rumunii, mimo to nie miał realnej władzy. 20 grudnia 1989 wraz z Emilem Bobu wysłany przez Elenę Ceaușescu do Timișoary do dialogu z protestującymi. Po powrocie do Bukaresztu, 22 grudnia zrezygnował pod naciskiem protestujących, podpisując przedtem dekret o uwolnieniu wszystkich więźniów politycznych i aresztowanych demonstrantów. W 1990 został oskarżony o udział w morderstwach politycznych w okresie premierostwa, w 1991 skazany na dożywocie, jednak po pięciu latach zwolniony ze względu na zły stan zdrowia (problemy kardiologiczne).